# ABCアニメーション
株式会社ABCアニメーション（エービーシーアニメーション、英: ABC Animation, Inc.）は、東京都新宿区に本社を置くアニメーションコンテンツビジネスを手がける企業およびアニメソングのレコードレーベル。朝日放送グループホールディングス（GHD）の完全子会社。日本動画協会正会員。
レーベルとしての販売元はソニー・ミュージックソリューションズが担当。

## 概要
在阪広域（実質的）ラテ兼営局である朝日放送テレビ（ABCテレビ）は、旧・朝日放送（ABC）時代から日本のテレビアニメ草創期から現在に至るまでアニメを製作（もしくは製作委員会に参加）し続けており、アニメに積極的に関わっている放送局の1つである。
同社が長い歴史を経る中で、コンテンツビジネスの環境変化が発生しており、テレビの視聴環境・形態のみならず、動画配信ビジネスやコンテンツの海外輸出、インバウンドビジネスなど、変革に対応する必要があった。放送会社自体も放送事業およびそれに伴う広告収入に頼らない、経営の多角化を進めている。
朝日放送グループではこうした変革に柔軟に対応するため、コンテンツビジネス事業の再編を打ち出し、海外事業やライセンス・物販事業と共にアニメーション事業を分社し、独立した事業会社として発足させた。
ABCアニメーションは今後朝日放送テレビが放送するアニメ番組やアニメ映画などの企画・製作・二次利用を行うほか、劇場や配信を中心としたOVAの開発、海外市場との提携による共同製作なども行う方針である。また、ABCアニメーション自体にも制作スタジオを開設、さらに朝日放送グループ全体としてもポストプロダクション・音響制作会社のプロセンスタジオ（2019年12月グループ入り）、アニメ制作スタジオのSILVER LINK.（2020年10月グループ入り）と合わせる形で、グループ内でアニメの企画・制作・流通を一貫して行える体制作りを進めている。
2023年10月にはSILVER LINK.とアニメ・キャラクター雑貨事業を手掛けるゼロジーアクト（2022年10月グループ入り）を朝日放送GHDから当社傘下に移すことでアニメ事業の緊密な連携を図ることになる。同月にはCG映像制作会社のCGCGスタジオのCG映像制作事業・モーションキャプチャー事業・ゲームコンテンツ開発事業の取得を目的に同社と資本業務提携を締結したことを発表、12月にCGCGスタジオの遊技機液晶コンテンツ関係の事業を新設会社に移管した上で、当該吸収分割の効力発生日にCGCGスタジオの全株式を取得し子会社化した。2024年8月には、ゲーム・アプリの開発事業を手掛けているトイジアムの全ての株式を譲受する形で、株式譲渡の契約を締結し、同月中に当社の子会社になった。
コーポレートカラーはピンクで、コーポレートロゴは現行のABC4代目ロゴ（長方形に白抜き）の地の色をサンライズオレンジからピンクに変更し、「ABC」の直下または右（斜めラインの直下）に同書体で「animation」と記載している（下記載の場合は長方形の枠外にコーポレートカラーで記載するロゴもある）。また、著作権表示では「ABC-A」の略表記が用いられている。

## 沿革
- 2016年（平成28年）
  - 4月5日 - 資本金1,000万円で東京都中央区築地（朝日新聞東京本社新館内、朝日放送東京支社と同所）に設立。代表取締役社長に朝日放送常務取締役（総合ビジネス、海外ビジネス、リバーデッキ活性化担当）の沖中進が就任[10]。
  - 7月1日 - 朝日放送が引き受ける形で増資を行い、資本金を2億円にすると共に、朝日放送から分割されたアニメーション事業および関連する権利を承継し業務開始。あわせて中間持株会社の株式会社ABCフロンティアホールディングス（FHD、現・ABCフロンティア）の子会社となる。代表取締役社長に朝日放送東京支社コンテンツ事業部マネージャーで、アニメ作品のプロデュースを手がけてきた西出将之が就任[17]。
- 2018年（平成30年）
  - 4月1日 - 朝日放送の認定放送持株会社体制移行に伴い、朝日放送グループホールディングス（GHD）株式会社の連結子会社となる（朝日放送GHD - FHD - 当社という出資関係は維持）。
  - 10月7日 - 本社所在地を東京都港区浜松町の日本生命浜松町クレアタワーに移転[18][19]。
- 2020年（令和2年）6月 - 自社での新規アニメーションの企画開発を行うため、東京都新宿区に制作スタジオ「ABCアニメーションスタジオ」を設立[20]。中核スタッフとして東映アニメーションにてプリキュアシリーズを初めとする作品でCGアニメーション制作に携わってきた宮本浩史が所属する[21]。
- 2021年（令和3年）4月1日 - FHDからの株式現物配当により、朝日放送GHDの直接の子会社となる[22]。
- 2022年（令和4年）
  - 本社を東京都新宿区に移転。取締役社長の安井一成が代表取締役に就任[2]。
  - 9月1日 - 一般社団法人日本動画協会に正会員として加盟[23]。
  - 9月22日 - 新たな事業領域の開拓、IP開発のスキーム設計を目的として、Web3領域において事業を行う株式会社THE BATTLEと業務提携[24]。
- 2023年（令和5年）
  - 4月27日 - THE BATTLEと共同でIP共創のための法人としてWAGMI Records LLPを設立。第1弾コンテンツとしてTHE BATTLEが2022年2月より展開してきたアイドルNFTプロジェクト『Selfies』の共同運営を行う[25]。
  - 10月1日 - 朝日放送GHDの子会社だったSILVER LINK.とゼロジーアクトを株式交換によって、ABCアニメーションの子会社とした[13]。これによって、ABCアニメーションは、朝日放送グループにおいて「アニメ事業における中核事業持株会社」に移行した[13]。
  - 12月 - CGCGスタジオを子会社化[14]。
- 2024年（令和6年）
  - 代表取締役として新たに森好文が就任、安井一成とともに共同CEOとなる。
  - 8月 - トイジアムを子会社化[16]。
- 2025年（令和7年）
  - 森好文が単独で代表取締役社長に就任、安井一成は代表職から離れる。
  - 7月1日 - 音楽事業を新設し、レーベル機能とあわせて業務開始（レーベル販売委託先はソニー・ミュージックソリューションズ）。第1弾作品はマーベラス・バルスとの共同プロジェクト『週刊ラノベアニメ』の主題歌で、マーベラスで楽曲をリリースしてきた吉武千颯と七瀬彩夏がレーベル所属する[26][4]。
  - 9月1日 - CGCGスタジオの社名をABCオプテラスタジオ株式会社に変更予定[27]。

## 朝日放送からの移管作品
過去の作品を含めたアニメ作品の版権管理は（朝日放送グループ内では）当社主導による管轄となる。
業務開始前（2016年6月以前）に朝日放送として製作を手がけ、その後は当社に移管された主な作品を以下に列挙する。
- プリキュアシリーズ（2004年開始。全日帯のテレビ局関与作品のため、朝日放送→朝日放送テレビも引き続き関与）
- Free!シリーズ（2013年開始）
- 幻影ヲ駆ケル太陽（2013年7月 - 9月放送）
- アルドノア・ゼロ（2014年7月 - 9月、2015年1月 - 3月放送）
- プラスティック・メモリーズ（2015年4月 - 6月放送）
- 学戦都市アスタリスク（2015年10月 - 12月、2016年4月 - 6月放送）
- 無彩限のファントム・ワールド（2016年1月 - 3月放送）
- キズナイーバー（2016年4月 - 6月放送）

## 製作作品
朝日放送テレビ製作・テレビ朝日系列全国ネットである日曜朝8時半枠の『プリキュアシリーズ』（クレジット上はABC→ABC TVおよび当社の併記）以外は、一部の例外を除き、当社が製作委員会に参加する深夜アニメ（朝日放送テレビ発の全国ネットの『ANiMAZiNG!!!』枠、ローカルセールス放送の『水曜アニメ〈水もん〉』『ANiMAZiNG2!!!（旧アニサタ）』『ANiMiDNiGHT!!!』枠の作品）となっており、映画作品も当社が製作委員会に参加する形となっている。

### テレビアニメ
| 開始年 | 放送期間                               | タイトル                                                                           | 制作スタジオ                         | 備考     |
| ------ | -------------------------------------- | ---------------------------------------------------------------------------------- | ------------------------------------ | -------- |
| 2016年 | 2月 - 2017年1月                        | 魔法つかいプリキュア!                                                              | 東映アニメーション                   | [ 注 6 ] |
| 2016年 | 7月 - 9月                              | B-PROJECT〜鼓動*アンビシャス〜                                                     | A-1 Pictures                         |          |
| 2016年 | 7月 - 9月                              | orange                                                                             | テレコム・アニメーションフィルム     |          |
| 2016年 | 7月 - 9月                              | クオリディア・コード                                                               | A-1 Pictures                         |          |
| 2016年 | 10月 - 12月                            | Occultic;Nine -オカルティック・ナイン-                                             | A-1 Pictures                         |          |
| 2017年 | 1月 - 4月                              | 小林さんちのメイドラゴン                                                           | 京都アニメーション                   |          |
| 2017年 | 2月 - 2018年1月                        | キラキラ☆プリキュアアラモード                                                      | 東映アニメーション                   |          |
| 2017年 | 4月 - 9月                              | サクラクエスト                                                                     | P.A.WORKS                            |          |
| 2017年 | 4月 - 9月                              | Re:CREATORS                                                                        | TROYCA                               |          |
| 2017年 | 10月 - 12月                            | アイドルマスター SideM                                                             | A-1 Pictures                         |          |
| 2018年 | 1月 - 6月                              | グランクレスト戦記                                                                 | A-1 Pictures                         |          |
| 2018年 | 1月 - 4月                              | ヴァイオレット・エヴァーガーデン                                                   | 京都アニメーション                   |          |
| 2018年 | 1月 - 7月                              | ダーリン・イン・ザ・フランキス                                                     | TRIGGER、CloverWorks                 | [ 注 7 ] |
| 2018年 | 2月 - 2019年1月                        | HUGっと!プリキュア                                                                 | 東映アニメーション                   |          |
| 2018年 | 7月 - 9月                              | Free!-Dive to the Future-                                                          | 京都アニメーション                   |          |
| 2018年 | 10月 - 12月                            | 青春ブタ野郎はバニーガール先輩の夢を見ない                                         | CloverWorks                          |          |
| 2018年 | 10月 - 12月                            | ベルゼブブ嬢のお気に召すまま。                                                     | ライデンフィルム                     |          |
| 2019年 | 1月 - 3月                              | 同居人はひざ、時々、頭のうえ。                                                     | ゼロジー                             |          |
| 2019年 | 1月 - 3月                              | B-PROJECT〜絶頂*エモーション〜                                                     | BN Pictures                          |          |
| 2019年 | 2月 - 2020年1月                        | スター☆トゥインクルプリキュア                                                      | 東映アニメーション                   |          |
| 2019年 | 4月 - 10月                             | この世の果てで恋を唄う少女YU-NO                                                    | feel.                                |          |
| 2019年 | 4月 - 6月                              | 賢者の孫                                                                           | SILVER LINK.                         |          |
| 2019年 | 10月 - 12月                            | 本好きの下剋上 司書になるためには手段を選んでいられません (第1期)                  | 亜細亜堂                             |          |
| 2019年 | 10月 - 12月                            | 放課後さいころ倶楽部                                                               | ライデンフィルム                     |          |
| 2019年 | 10月 - 12月                            | 私、能力は平均値でって言ったよね!                                                  | project No.9                         |          |
| 2020年 | 1月 - 3月                              | 痛いのは嫌なので防御力に極振りしたいと思います。                                   | SILVER LINK.                         |          |
| 2020年 | 1月 - 3月                              | 22/7                                                                               | A-1 Pictures                         |          |
| 2020年 | 2月 - 2021年2月                        | ヒーリングっど♥プリキュア                                                          | 東映アニメーション                   |          |
| 2020年 | 4月 - 6月                              | 球詠                                                                               | studio A-CAT                         |          |
| 2020年 | 4月 - 6月                              | 本好きの下剋上 司書になるためには手段を選んでいられません (第2期)                  | 亜細亜堂                             |          |
| 2020年 | 7月 - 9月                              | 宇崎ちゃんは遊びたい!                                                              | ENGI                                 |          |
| 2020年 | 10月 - 12月                            | いわかける! - Sport Climbing Girls -                                               | BLADE                                |          |
| 2020年 | 10月 - 12月                            | キミと僕の最後の戦場、あるいは世界が始まる聖戦                                     | SILVER LINK.                         |          |
| 2020年 | 10月 - 12月                            | 神様になった日                                                                     | P.A.WORKS                            |          |
| 2021年 | 1月 - 3月                              | エビシー修業日記                                                                   | ファンワークス                       |          |
| 2021年 | 1月 - 6月                              | バック・アロウ                                                                     | スタジオヴォルン                     |          |
| 2021年 | 1月 - 4月                              | SK∞ エスケーエイト                                                                 | ボンズ                               |          |
| 2021年 | 2月 - 2022年1月                        | トロピカル〜ジュ!プリキュア                                                        | 東映アニメーション                   |          |
| 2021年 | 4月 - 6月                              | 美少年探偵団                                                                       | シャフト                             |          |
| 2021年 | 7月 - 9月                              | 小林さんちのメイドラゴンS                                                          | 京都アニメーション                   |          |
| 2021年 | 7月 - 9月                              | 迷宮ブラックカンパニー                                                             | SILVER LINK.                         |          |
| 2021年 | 8月 - 12月                             | ジャヒー様はくじけない!                                                            | SILVER LINK.                         |          |
| 2021年 | 10月 - 12月                            | ヴィジュアルプリズン                                                               | A-1 Pictures                         |          |
| 2022年 | 1月 - 4月                              | 東京24区                                                                           | CloverWorks                          |          |
| 2022年 | 1月 - 4月                              | 怪人開発部の黒井津さん                                                             | Quad                                 |          |
| 2022年 | 2月 - 2023年1月                        | デリシャスパーティ♡プリキュア                                                      | 東映アニメーション                   |          |
| 2022年 | 4月 - 7月                              | 可愛いだけじゃない式守さん                                                         | 動画工房                             |          |
| 2022年 | 7月 - 9月                              | リコリス・リコイル                                                                 | A-1 Pictures                         |          |
| 2022年 | 7月 - 9月                              | Engage Kiss                                                                        | A-1 Pictures                         |          |
| 2022年 | 7月 - 10月                             | 最近雇ったメイドが怪しい                                                           | SILVER LINK.、BLADE                  |          |
| 2022年 | 10月 - 12月                            | 宇崎ちゃんは遊びたい!ω                                                             | ENGI                                 |          |
| 2022年 | 10月 - 12月                            | 4人はそれぞれウソをつく                                                            | スタジオフラッド                     |          |
| 2023年 | 1月 - 3月                              | 氷属性男子とクールな同僚女子                                                       | ゼロジー、リーベル                   |          |
| 2023年 | 1月 - 3月                              | 老後に備えて異世界で8万枚の金貨を貯めます                                          | FelixFilm                            |          |
| 2023年 | 1月 - 3月                              | ツルネ -つながりの一射-                                                            | 京都アニメーション                   |          |
| 2023年 | 1月 - 4月                              | Buddy Daddies                                                                      | P.A.WORKS                            |          |
| 2023年 | 1月 - 4月                              | 痛いのは嫌なので防御力に極振りしたいと思います。2                                  | SILVER LINK.                         |          |
| 2023年 | 2月 - 2024年1月                        | ひろがるスカイ!プリキュア                                                          | 東映アニメーション                   |          |
| 2023年 | 4月 - 6月                              | 異世界召喚は二度目です                                                             | スタジオエル                         |          |
| 2023年 | 7月 - 10月                             | 実は俺、最強でした?                                                                | Staple Entertainment                 |          |
| 2023年 | 10月 - 12月                            | キボウノチカラ〜オトナプリキュア'23〜                                              | 東映アニメーション、スタジオディーン | [ 注 4 ] |
| 2023年 | 10月 - 12月                            | 新しい上司はど天然                                                                 | A-1 Pictures                         |          |
| 2024年 | 1月 - 3月                              | 最強タンクの迷宮攻略〜体力9999のレアスキル持ちタンク、勇者パーティーを追放される〜 | STUDIO POLON                         |          |
| 2024年 | 1月 - 3月                              | 最弱テイマーはゴミ拾いの旅を始めました。                                           | STUDIO MASSKET                       |          |
| 2024年 | 1月 - 4月（第1部） 7月 - 12月（第2部） | 戦国妖狐                                                                           | WHITE FOX                            |          |
| 2024年 | 2月 - 2025年1月                        | わんだふるぷりきゅあ!                                                              | 東映アニメーション                   |          |
| 2024年 | 4月 - 6月                              | となりの妖怪さん                                                                   | ライデンフィルム                     |          |
| 2024年 | 4月 - 6月                              | 響け!ユーフォニアム3                                                               | 京都アニメーション                   | [ 注 4 ] |
| 2024年 | 7月 - 8月                              | キミと僕の最後の戦場、あるいは世界が始まる聖戦 Season II                           | SILVER LINK.、studioぱれっと         | [ 注 8 ] |
| 2024年 | 10月 - 12月                            | パーティーから追放されたその治癒師、実は最強につき                                 | スタジオエル                         |          |
| 2024年 | 10月 - 12月                            | きのこいぬ                                                                         | C-Station                            |          |
| 2024年 | 10月 - 2025年3月                       | 妖怪学校の先生はじめました!                                                        | サテライト                           |          |
| 2024年 | 11月 - 12月                            | マーダーミステリー・オブ・ザ・デッド                                               | Ziine Studio                         |          |
| 2025年 | 1月 - 3月                              | 魔法つかいプリキュア!!〜MIRAI DAYS〜                                               | 東映アニメーション、スタジオディーン |          |
| 2025年 | 2月 -                                  | キミとアイドルプリキュア♪                                                          | 東映アニメーション                   |          |
| 2025年 | 4月 - 6月                              | 俺は星間国家の悪徳領主!                                                            | Quad                                 |          |
| 2025年 | 4月 - 6月                              | GUILTY GEAR STRIVE: DUAL RULERS                                                    | サンジゲン                           |          |
| 2025年 | 4月 - 6月                              | キミと僕の最後の戦場、あるいは世界が始まる聖戦 Season II（再開版）                 | SILVER LINK.、studioぱれっと         | [ 注 8 ] |
| 2025年 | 4月 - 6月                              | 日々は過ぎれど飯うまし                                                             | P.A.WORKS                            |          |
| 2025年 | 7月 -                                  | 強くてニューサーガ                                                                 | 創通、スタジオクラッチ               |          |
| 2025年 | 7月 -                                  | 青春ブタ野郎はサンタクロースの夢を見ない                                           | CloverWorks                          |          |
| 2025年 | 7月 -                                  | CITY THE ANIMATION                                                                 | 京都アニメーション                   |          |
| 2025年 | 7月 -                                  | 週刊ラノベアニメ                                                                   | Ziine studio                         | [ 注 9 ] |

### 劇場アニメ
| 開始年 | 公開日      | タイトル                                                            | 制作スタジオ                     | 配給会社                 | 備考      |
| ------ | ----------- | ------------------------------------------------------------------- | -------------------------------- | ------------------------ | --------- |
| 2016年 | 9月17日     | 映画 聲の形                                                         | 京都アニメーション               | 松竹                     | [ 注 10 ] |
| 2016年 | 10月29日    | 映画 魔法つかいプリキュア! 奇跡の変身!キュアモフルン!               | 東映アニメーション               | 東映                     |           |
| 2016年 | 11月18日    | orange -未来-                                                       | テレコム・アニメーションフィルム | 東宝映像事業部           |           |
| 2017年 | 3月18日     | 映画 プリキュアドリームスターズ!                                    | 東映アニメーション               | 東映                     |           |
| 2017年 | 4月22日     | 劇場版 Free!-Timeless Medley- 絆                                    | 京都アニメーション               | 松竹                     |           |
| 2017年 | 7月1日      | 劇場版 Free!-Timeless Medley- 約束                                  | 京都アニメーション               | 松竹                     |           |
| 2017年 | 10月28日    | 特別版 Free!-Take Your Marks-                                       | 京都アニメーション               | 松竹                     |           |
| 2017年 | 10月28日    | 映画 キラキラ☆プリキュアアラモード パリッと!想い出のミルフィーユ!   | 東映アニメーション               | 東映                     |           |
| 2018年 | 3月17日     | 映画 プリキュアスーパースターズ!                                    | 東映アニメーション               | 東映                     |           |
| 2018年 | 9月1日      | 君の膵臓をたべたい                                                  | スタジオヴォルン                 | アニプレックス           |           |
| 2018年 | 10月27日    | 映画 HUGっと!プリキュア♡ふたりはプリキュア オールスターズメモリーズ | 東映アニメーション               | 東映                     |           |
| 2019年 | 3月16日     | 映画 プリキュアミラクルユニバース                                   | 東映アニメーション               | 東映                     |           |
| 2019年 | 6月15日     | 青春ブタ野郎はゆめみる少女の夢を見ない                              | CloverWorks                      | アニプレックス           |           |
| 2019年 | 7月5日      | 劇場版 Free!-Road to the World-夢                                   | 京都アニメーション               | 松竹                     |           |
| 2019年 | 9月6日      | ヴァイオレット・エヴァーガーデン 外伝 - 永遠と自動手記人形 -        | 京都アニメーション               | 松竹                     |           |
| 2019年 | 10月19日    | 映画 スター☆トゥインクルプリキュア 星のうたに想いをこめて           | 東映アニメーション               | 東映                     |           |
| 2020年 | 9月18日     | 劇場版 ヴァイオレット・エヴァーガーデン                             | 京都アニメーション               | 松竹                     |           |
| 2020年 | 10月31日    | 映画 プリキュアミラクルリープ みんなとの不思議な1日                 | 東映アニメーション               | 東映                     |           |
| 2021年 | 3月20日     | 映画 ヒーリングっど♥プリキュア ゆめのまちでキュン!っとGoGo!大変身!! | 東映アニメーション               | 東映                     |           |
| 2021年 | 9月17日     | 劇場版 Free!-the Final Stroke- 前編                                 | 京都アニメーション               | 松竹                     |           |
| 2021年 | 10月8日     | 神在月のこども                                                      | ライデンフィルム                 | イオンエンターテイメント |           |
| 2021年 | 10月23日    | 映画 トロピカル〜ジュ!プリキュア 雪のプリンセスと奇跡の指輪!        | 東映アニメーション               | 東映                     |           |
| 2022年 | 4月22日     | 劇場版 Free!-the Final Stroke- 後編                                 | 京都アニメーション               | 松竹                     |           |
| 2022年 | 9月23日     | 映画 デリシャスパーティ♡プリキュア 夢みる♡お子さまランチ!           | 東映アニメーション               | 東映                     |           |
| 2023年 | 5月21日     | ひな (パイロット・フィルム)                                         | ロックンロール・マウンテン       |                          | [ 注 11 ] |
| 2023年 | 6月23日     | 青春ブタ野郎はおでかけシスターの夢を見ない                          | CloverWorks                      | アニプレックス           |           |
| 2023年 | 9月15日     | 映画 プリキュアオールスターズF                                      | 東映アニメーション               | 東映                     |           |
| 2023年 | 12月1日     | 青春ブタ野郎はランドセルガールの夢を見ない                          | CloverWorks                      | アニプレックス           |           |
| 2024年 | 9月13日     | わんだふるぷりきゅあ!ざ・むーびー! ドキドキ♡ゲームの世界で大冒険!   | 東映アニメーション               | 東映                     |           |
| 2025年 | 6月27日     | 小林さんちのメイドラゴン さみしがりやの竜                           | 京都アニメーション               | 松竹                     |           |
| 2025年 | 9月12日予定 | 映画 キミとアイドルプリキュア♪ お待たせ!キミに届けるキラッキライブ! | 東映アニメーション               | 東映                     |           |

### Webアニメ
- 『リコリス・リコイル』Friends are thieves of time.（2025年）
- ぷちきゅあ〜Precure Fairies〜（2025年）
- ラノベアニメ（2025年）

### テレビドラマ・舞台
- ドラマL・声ガール!（2018年4月 - 6月、アニメーション監修）
- マーダー★ミステリー 〜探偵・斑目瑞男の事件簿〜（2021年3月・2022年3月、制作協力）
- 舞台版『マーダー★ミステリー 〜探偵・斑目瑞男の事件簿〜』（2021年12月、主催）
- ドラマL・封刃師（2022年1月 - 3月、原作・企画）
- 舞台『LIAR GAME murder mystery』（2023年3月、企画・主催）
- 舞台「『Dancing☆Starプリキュア』The Stage」シリーズ（2023年10月〜11月・2025年2月〜3月・2025年12月、企画・製作・主催）
- 劇場版『マーダー★ミステリー 〜探偵・斑目瑞男の事件簿〜鬼灯村伝説 呪いの血』（2024年2月、製作）

### ゲーム・その他
- アイドルNFTプロジェクト『Selfies』（THE BATTLEとの共同運営）
- コンピュータゲーム『ニンジャスレイヤー ネオサイタマ炎上』（2024年夏、KADOKAWA Game Linkageとの共同発売[31]）
- 『小林さんちのメイドラゴン』フィギュア

## レーベル所属者
- 七瀬彩夏（マーベラスにも所属）
- 吉武千颯

### 製作で関わる事のある企業
- 東映
  - 東映アニメーション
- 京都アニメーション
- バンダイナムコグループ（バンダイナムコホールディングス）
  - バンダイ
  - バンダイナムコエンターテインメント
  - バンダイナムコミュージックライブ（ランティス）
- ポニーキャニオン（フジサンケイグループ傘下）
- アニプレックス（ソニー・ミュージックグループ傘下）
  - A-1 Pictures
  - CloverWorks
- マーベラス
- ADKエモーションズ（ADKホールディングス傘下[注 14]）
- 松竹